# نیلوفر آبی سرگاوی
نیلوفر آبی سرگاوی (نام علمی: Nuphar variegata) نام یک گونه از سرده نیلوفر آبی زرد است.